# Afourar
Afourar è una città del Marocco nella provincia di Azilal, nella regione di Béni Mellal-Khénifra. Secondo il censimento del 2004 ha una popolazione di 11 898 abitanti